# Suécia nos Jogos Olímpicos de Verão de 1908
A Suécia participou dos Jogos Olímpicos de Verão de 1908 em Londres, no Reino Unido. Conquistou oito medalhas de ouro, seis medalhas de prata e onze de bronze, somando vinte e cinco no total. Esta foi a terceira vez que o país participou dos Jogos Olímpicos.